# Genetta pardina
Genetta pardina (генета леопардова) — вид хижих ссавців з родини Віверові (Viverridae). Поширений від Сенегалу до Гани, хоча східна межа є невизначеною. Присутній в широкому діапазоні середовищ існування; зазвичай обмежується первинними й вторинними вологими лісами, галерейним лісом і вологими лісистими місцевостями, але також зустрічається в лісових насадженнях, кущистих районах і приміських районах.

## Загрози та охорона
Великі загрози невідомі. Однак трапляється на ринках м'яса диких тварин. Присутній на кількох охоронних територіях у межах ареалу.